# برچسب گوش

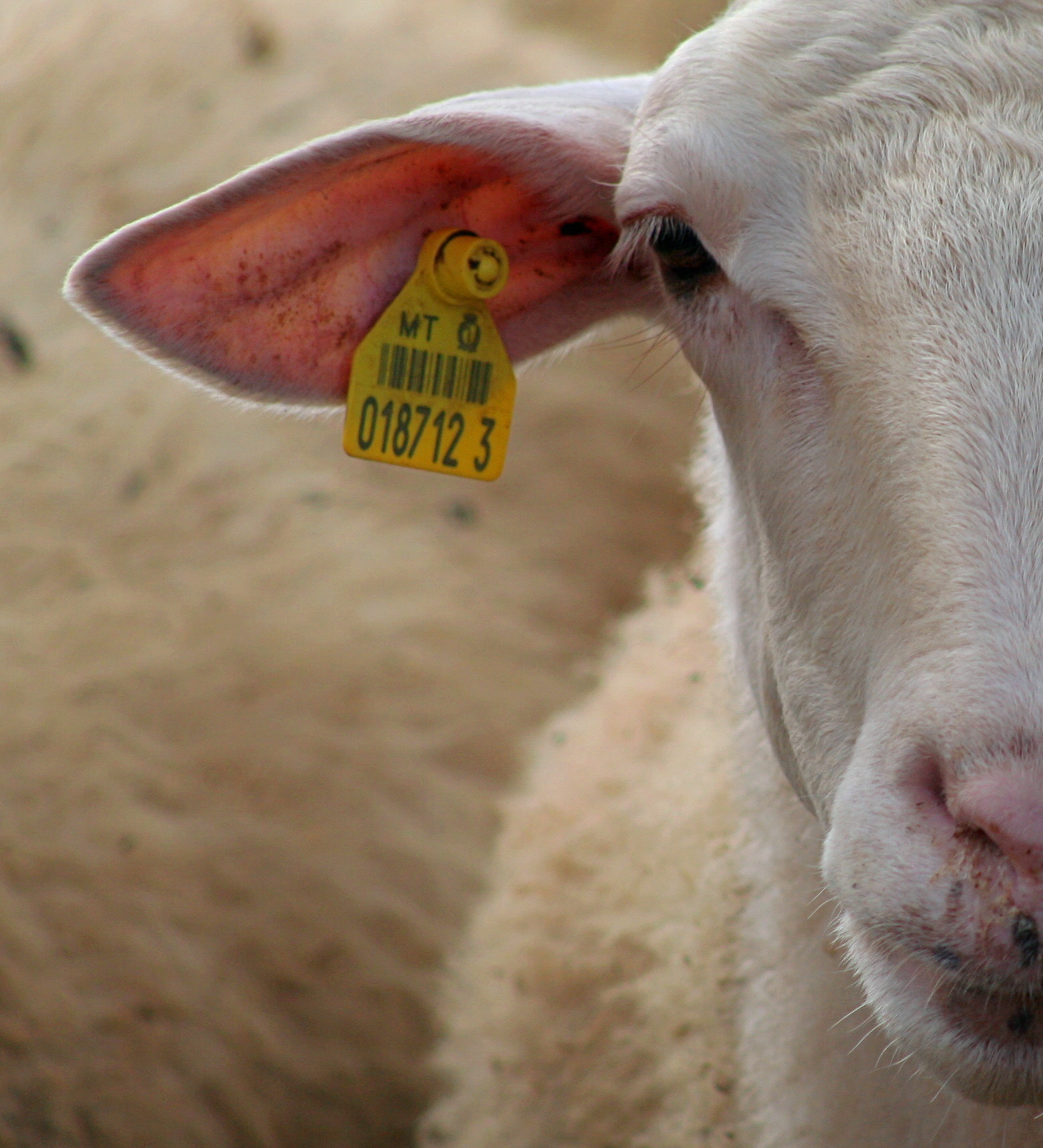
گوسفندی با برچسب گوش.

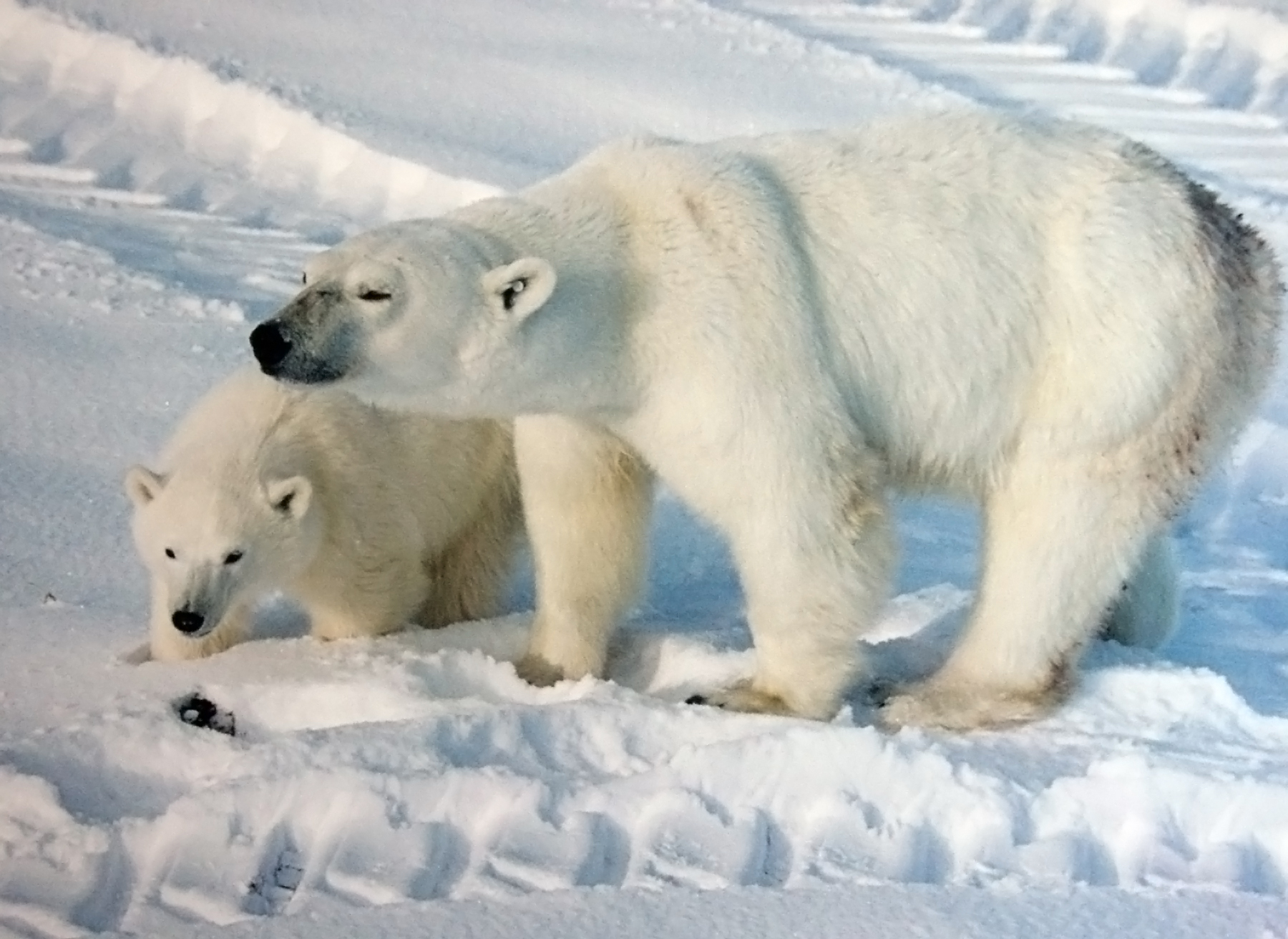
یک خرس قطبی با برچسب گوش

برچسب گوش (به انگلیسی: Ear tag) یک جسم پلاستیکی یا فلزی است که برای شناسایی دامهای اهلی و دیگر جانوران استفاده می‌شود. اگر برچسب گوش از فناوری دستگاه شناسایی فرکانس رادیویی (RFID) استفاده می‌کند، به آن برچسب گوش الکترونیکی می‌گویند. برچسب‌های گوش الکترونیکی مطابق با استانداردهای بین‌المللی ISO 11784 و ISO 11785 که در ۱۳۴٫۲ کیلوهرتز کار می‌کنند، و همچنین ISO/IEC 18000 -6C که در طیف UHF کار می‌کنند. سیستم‌های غیراستاندارد دیگری مانند Destron در ۱۲۵ کیلوهرتز کار می‌کنند. اگرچه شکل‌های بسیاری از برچسب‌های گوش وجود دارد، انواع اصلی در استفاده کنونی به شرح زیر است:
- برچسب گوش پرچمدار: دو دیسک که از طریق گوش به هم وصل شده‌اند، یکی یا هر دو دارای یک سطح پلاستیکی پهن و مسطح است که روی آن جزئیات شناسایی با خط بزرگ و به راحتی خوانا نوشته یا چاپ شده است.
- برچسب گوش دکمه‌ای: دو دیسک که از طریق گوش به هم متصل شده‌اند.
- برچسب گوش گیره پلاستیکی: یک نوار پلاستیکی قالب‌گیری‌شده که روی لبه گوش تا می‌شود و از طریق آن به هم متصل می‌شود.
- برچسب گوش فلزی: یک مستطیل آلومینیومی، فولادی یا برنجی با نوک‌های تیز، بر روی لبه گوش گیره شده و شناسه در آن مهر شده است.
- برچسب‌های شناسایی الکترونیکی، شامل شماره EID و گاهی یک شماره مدیریتی روی دکمه‌ای است که در پشت گوش ظاهر می‌شود. گاهی می‌توان آن‌ها را به‌عنوان یک مجموعه هماهنگ، که شامل برچسب‌های دیداری با برچسب‌های شناسایی الکترونیکی است، ترکیب کرد.

هر یک از اینها به جز نوع فلزی ممکن است دارای یک تراشه RFID باشد که معمولاً نسخه الکترونیکی همان شماره شناسایی را دارد.

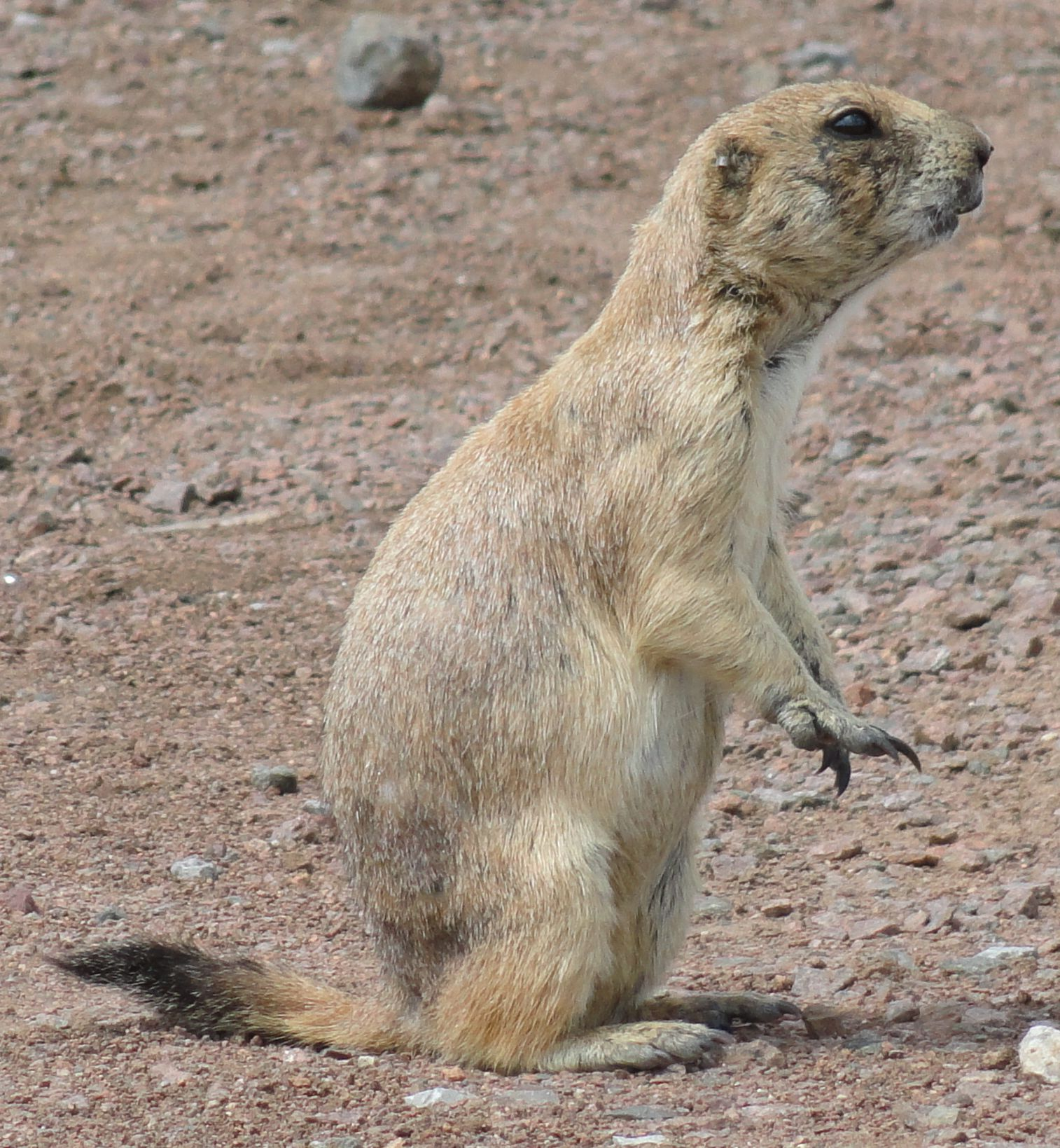
سگ دشتی دم‌سیاه برچسب‌دار